# Yang Hee-seung
Dans ce nom coréen, le nom de famille, Yang, précède le nom personnel.
Yang Hee-Seung (en coréen : 양 희승), né le 1er mars 1974, est un ancien joueur sud-coréen de basket-ball. Il évolue durant sa carrière au poste d'ailier.